# Bedrijfsspionage
Bedrijfsspionage is het zich als spion toe-eigenen van informatie over een bedrijf of over de activiteiten van dat bedrijf, met het doel die informatie ten voordeel te doen komen aan een ander bedrijf of een andere instantie.

## Middelen
Bedrijfsspionage kan op uiteenlopende manieren worden uitgevoerd. De middelen kunnen variëren van persoonlijke infiltratie tot geavanceerde elektronische technieken. Enkele voorbeelden:
- Een werknemer van een bedrijf wordt door de concurrent omgekocht en verschaft concurrentiegevoelige informatie. Een variant hierop is de sollicitant die zich in het bedrijf een vertrouwenspositie verwerft, maar vanaf het begin onder een hoedje heeft gespeeld met de spionerende  concurrent.
- Een product van het bespioneerde bedrijf wordt geanalyseerd met het doel het productieproces, de broncode of andere bedrijfsgeheimen of gevoelige informatie te achterhalen. Zo kan men een product of een productieproces van een concurrent imiteren. Ook indien namaak achterwege blijft, kan de bedrijfsspionage toch een informatievoorsprong opleveren, of juist informatieachterstand elimineren. De spionerende instelling weet nu immers beter over welke expertise de concurrent beschikt.
- Allerlei elektronische middelen kunnen worden ingezet, van het observeren met videoapparatuur tot het afluisteren van telefoongesprekken. Een moderne methode is het infiltreren van het computernetwerk van de concurrent. Hiertoe worden vaak "Trojaanse paarden" (Trojan horses) ingezet: programmatuur speciaal bedoeld om ongemerkt informatie te verwerven.

## Concurrentiebeding
In arbeidsovereenkomsten wordt vaak een concurrentiebeding opgenomen: een clausule die (onder meer) bepaalt dat een werknemer na zijn ontslag bij een bedrijf, binnen een vastgestelde tijd niet in dienst mag treden bij een bedrijf in dezelfde branche. De bedoeling van deze bepaling is te voorkomen dat kennis en deskundigheid via deze (voormalige) medewerker naar de concurrent weglekt.

## Voorbeelden
Bedrijfsspionage komt voor in de profit-sector, maar ook bij not-for-profitinstellingen, in de sportwereld en bij semi-overheidsinstellingen.
- De stichting die de Staatsloterij organiseert, bleek over de jaren 2001 en 2002 de concurrerende Postcodeloterij te hebben bespioneerd.
- In de Formule 1-racewereld bleek in 2007 van bedrijfsspionage sprake te zijn.
- De Pakistaanse atoomfysicus Abdul Qadir Khan bleek in de jaren zeventig van de twintigste eeuw bedrijfsgegevens van het Nederlandse bedrijf Urenco te hebben gebruikt voor de vervaardiging van een Pakistaanse atoombom. Naar verluidt, zijn die gegevens nog altijd te koop. Bedrijfsspionage en internationale spionage gaan hier in elkaar over.
- Het Russische vliegtuig Tupolev Tu-144 is een bekend voorbeeld uit de jaren zeventig.
- Het ECHELON-programma zou misbruikt zijn voor industriële spionage tegen Europese bedrijven.
- Bij ASML werd broncode van het computer programma Tachyon, waarmee chipsfabricage geoptimaliseerd wordt, gestolen voor China.[1][2]